# おうちごはん物語
『おうちごはん物語』（おうちごはんものがたり）はKBS京都が行うこどもの食育キャンペーン

## 概要
身近な「食」を改めて見直すキャンペーン、これからの日本を背負う子供たちやその親世代を中心に多彩な食育の情報をお届けします。

## キャラクター
- しょうゆさしくん

デザインはスケラッコ

## テレビ放送
ナレーション
- 澤武博之（KBS京都アナウンサー）

放送時間
2014年4月5日から
- 土曜日・日曜日 16:55 - 17:00

## ラジオ放送
応援しまっせ 元気ごはん
- 『桂塩鯛のサークルタウン』内 11:00頃